# هاوس (نيومكسيكو)
هاوس (بالإنجليزية: House, New Mexico)‏ هي منطقة سكنية تقع في الولايات المتحدة في مقاطعة كواي، نيومكسيكو. يقدر عدد سكانها بـ 72 نسمة ومساحتها 2.4 كم2 وترتفع عن سطح البحر 1,434 متر.